# 新舍什明斯克區

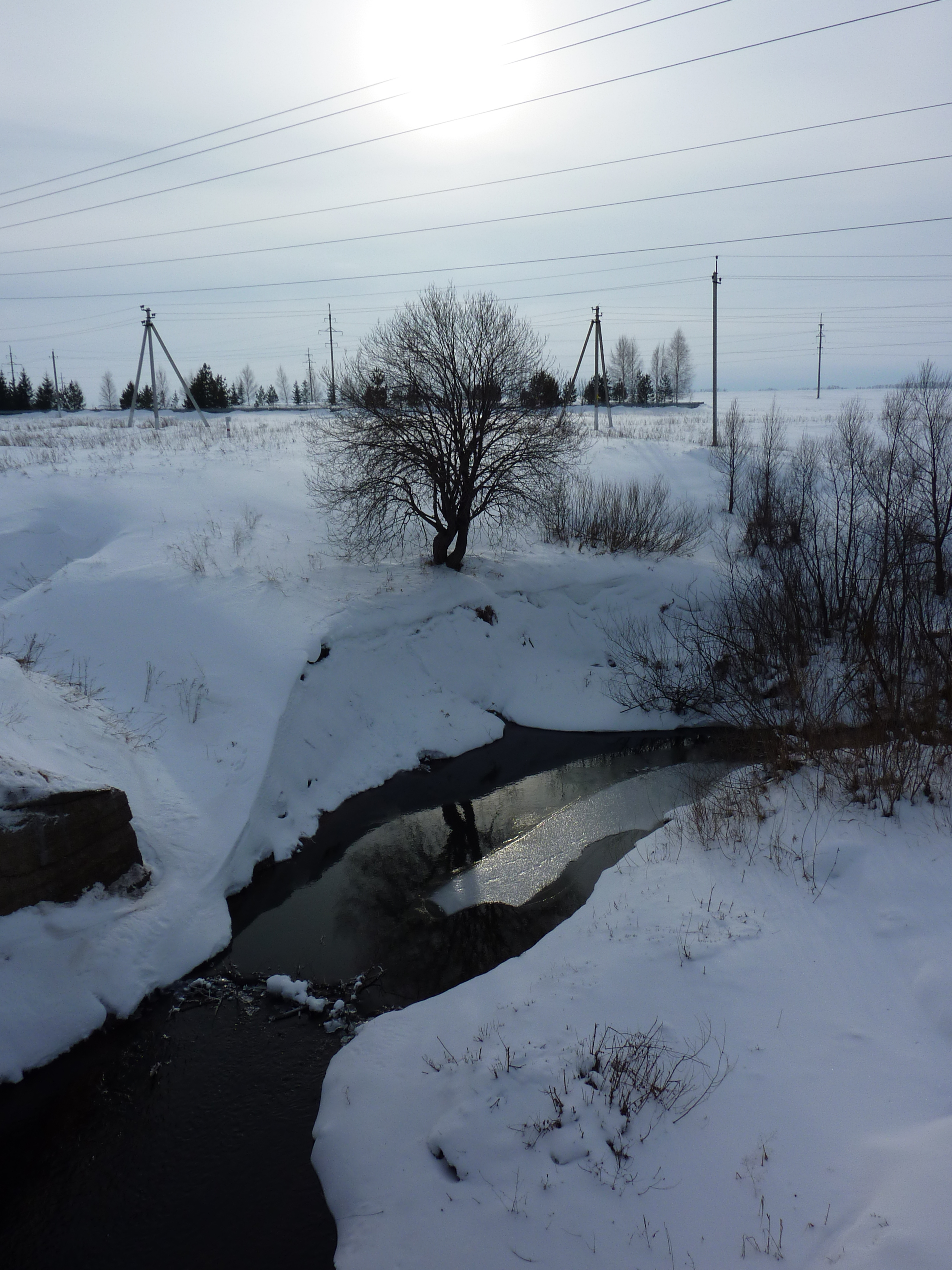

55°04′N 51°14′E / 55.067°N 51.233°E
新舍什明斯克區（俄语：Новошешминский район），是俄羅斯的一個區，位於該國西部，由韃靼斯坦共和國負責管轄，面積1,315.3平方公里，2010年人口14,179，人口密度每平方公里10.78人。